# 華娃
華娃（1947年或1948年—），本名劉桂洪，又名劉淑雯，香港女歌手；六十年代出道，七十年代正式成名，她早期以擅唱國語及粵語時代曲而爲人熟知，亦是已故填詞人黃霑的前妻、八十年代移民加拿大並淡出樂壇，千禧年代以後回流香港居住，近年偶爾會受邀擔任演唱會嘉賓。

## 背景

### 早年生活
華娃生於北平，在家中九兄弟姊妹中年紀最小，夏丹（劉桂華）及劉韻（劉桂蘭）是其姊姊，後來皆成為國語時代曲歌手，其父是國民黨將軍劉武。
1949年，她隨家人移居英属香港。另外，其外甥女施明及王慧莉（藝名王渭妮，劉韻長女）分別是藝人及樂隊「風之Group」主音。

### 入行經過及發展
華娃就讀中學時，因參加由香港電台舉辦的《初試新聲》歌唱比賽，憑《三年》一曲奪冠而加入樂壇，並先加入美亞唱片公司，發表《月圓花好》、《周璇之歌》等專輯，以翻唱國語時代曲為主，亦為電影演員幕後代唱。1970年代，她成為娛樂唱片公司旗下歌手，於1974年首次發行粵語音樂專輯《芸娘》，陸續主唱多首影視歌曲。後來成立「華娃兒童合唱團」，成員有她的三個兒女和姊姊劉韻的三個女兒等，曾唱過《跳飛機》和《機靈小和尚》等兒童節目及動畫的歌曲。
華娃大約在2005年正式回流香港，但不活躍於幕前，僅偶爾擔任演唱會嘉賓。

### 婚姻
華娃在十三歲時開始認識黃湛森；二人日久生情，並在1967年4月15日正式結婚。婚後育有兩子一女，幼女則是前TVB女藝員黃宇詩；由於黃湛森（藝名「黃霑」）另結新歡林燕妮，1976年華娃在懷有身孕的情況下仍堅持與他分手。據林燕妮所述，兩人於分居八年後在1982年才辦妥離婚手續；子女隨她生活，1989年移居加拿大，閒時任兼職歌唱老師。2004年12月華娃出席了黃霑的喪禮。

## 主要作品
- 個人專輯《謎》、《竹灣之戀》、《愛你心癡癡》等

- 無綫電視劇：
  - 《芸娘》同名主題曲
  - 《董小宛》主題曲《惜別》和插曲《郎有心》、《花含笑》、《思君》、《長相思》
  - 《小婦人》插曲《愛琴詠》（與張德蘭和關菊英合唱）

- 佳艺电視劇：
  - 《仙鶴神針》同名主題曲（與關正傑合唱）
  - 《白髮魔女傳》同名主題曲（與關正傑合唱）
  - 《紅樓夢》主題曲《紅樓夢中我和你》和插曲《黛玉葬花》

- 麗的電視劇《浪淘沙》同名主題曲和插曲《從今從此》

- 動畫《山T女福星》粵語版主題曲

- 電影《大家樂》插曲：
  - 《好學為福》（與黃霑和溫拿樂隊合唱）
  - 《地球圓又圓》
  - 《投向青山綠水》（與劉韻和麥韻合唱）

## 曾參與的演唱會
- 2005年：《金曲情牽半世紀演唱會》
- 2007年：《懷舊金曲演唱會》[13]
- 2010年：《金曲娛樂真经典演唱會》
- 2023年：《情牽煇黃經典演唱會》

## 電視劇演出

### 無綫電視
- 1978年《甜姐兒》飾演 姚霞姑
- 1978年《奮鬥》飾演 芳韻
- 1979年《網中人》飾演 秋紅

### 香港電台
- 1987年《小說家族》「雨天 - 亦舒」
- 1988年《人間有情》「燈火闌珊」飾演 牛姑娘
- 2012年《沒有牆的世界III》「看得到的說話」飾演 Ken母親